# О попе Панкрате, тётке Домне и явленной иконе в Коломне
«О попе Панкрате, тётке Домне и явленной иконе в Коломне» — советский немой чёрно-белый антирелигиозный агитфильм 1918 года. Экранизация одноимённой басни Демьяна Бедного. Режиссёр и исполнитель главной роли — Н. Ф. Преображенский. Фильм сохранился не полностью.
Второй в истории советский фильм (второй — формально, фактически — первый). Первый советский антирелигиозный фильм.

## Сюжет
Поп Панкрат, настоятель бедного прихода, решается на хитрость: купив на базаре старенькую икону, он зарывает её в землю и распускает слух о сне богомольной тётки Домны, в котором ей якобы явилась икона. В присутствии прихожан икону «находят», и как обретённая чудесным образом икона привлекает к себе верующих. С увеличением прихожан растут и доходы попа Панкрата, что не остаётся без внимания епархиальных властей: под видом торжественного хождения иконы по соседним сёлам её забирают в Москву.

### Документальные кадры в фильме
Завершался фильм хроникой — документальными кадрами крёстного хода на Красной площади. Также в фильме есть документальные кадры торга на барахолке в Коломне.

## В ролях
- Николай Преображенский — поп Панкрат
- Лидия Сычёва — тётка Домна

## Съёмки
Первые советские фильмы: «Восстание», «О попе Панкрате», «Подполье», «Сигнал» и «Уплотнение» — готовились к первой годовщине Великого Октября.
Фильм снят Московским Кинематографическим комитетом созданным в 1918 году при Наркомпросе на базе национализированного киноателье кинематографического отдела Скобелевского комитета, находившегося на Верхней Масловке (ныне на том месте стадион «Динамо»). Председателем комитета был назначен Н.Ф. Преображенский — активный революционер, депутат Моссовета, член РСДРП(б) с 1904 года, незнакомый с кинематографией. Кинематографисты отнеслись к нему насторожено:

Помню первое впечатление, которое на меня произвёл Преображенский. Он был невысокого роста, с большой пролысиной на голове, с давно не стриженными волосами. Одет в русскую косоворотку, на ногах стоптанные порыжевшие сапоги. На поясе висел большой маузер в кобуре. Если бы не грозный вид маузера, его можно было принять за сельского учителя из церковно-приходской школы. В кабинете Николай Фёдорович не сидел, обладая кипучим темпераментом. Первое время мы Преображенского просто боялись.— Александр Левицкий, оператор фильма
За основу была взята басня Демьяна Бедного «О попе Панкрате, о тётке Домне и явленной иконе в Коломне. Сиречь — про поповский карман и поповскую совесть. Душеспасительная повесть». Басня была впервые опубликована в нескольких номерах газеты «Беднота» в мае-июне 1918 года, и в издательстве ВЦИК издана 32-страничной книжкой с 28-ю иллюстрациями А. Зелинского.
На сохранившемся экземпляре сценария фильма имеется надпись: «Всю пьесу необходимо ставить в виде лубка, с самыми примитивными декорациями и шаржированными гримами и костюмами… Или же всю пьесу снять мультипликаторным способом, то есть при помощи рисунков — без участия артистов», кем сделана надпись и почему указание не было реализовано — неизвестно.
Режиссёр сам решил играть роль в кино, так как актёр, согласившийся было исполнять роль попа Панкрата, в последнюю минуту отказался от съемок, мотивируя свой отказ религиозными убеждениями. По ряду сведений роль попа в фильме хотел сыграть поэт Владимир Маяковский, но был вынужден срочно уехать в Петроград на премьеру «Мистерии-буфф».
Помимо съёмок в павильоне съёмки производили на настоящем рынке, в подмосковной деревне. Оператор фильма А. Левицкий отметил работу помощника режиссёра Ворожевского и художника Козлова, которые в трудных условиях 1918 года сумели придать декорации полное впечатление внутренности церкви.
Съёмки велись в середине марта — несмотря на холод в съёмочном павильоне, постоянные перебои со светом, сложные условия проявления плёнки, задержку зарплаты и малый бюджет — так, на массовку директор киноателье Б. А. Михин смог выделить сумму только в шесть раз меньше запрашиваемой Преображенским.

Всё это вспоминается теперь как сон, как бытие той страшной разрухи, которая царила в кинематографии и которую приходилось преодолевать Советской власти. Но, несмотря на все недостатки фильма, радостно сознавать, что он всё-таки вышел. Вышел вопреки той травле, которую подняли религиозники, вопреки саботажу киноработников, вопреки разрухе, царящей в кинохозяйстве страны, вопреки всем помехам, стоявшим на пути его постановки. И здесь надо отдать должное его автору «в трёх лицах» — Николаю Фёдоровичу Преображенскому, коммунисту, большевику, решение которого поставить антирелигиозный фильм оказалось непоколебимым.— Александр Левицкий, оператор фильма
Хотя оценка активности Преображенского в создании фильма различна, но, стоит отметить, что в то время участие чиновников в кино не было редкостью: так, например, в фильме «Уплотнение» выступил автором сценария и исполнил роль Нарком просвещения РСФСР А. В. Луначарский, и подобная практика объяснялась «условиями острого недостатка работников-коммунистов».

Председатель кинокомитета Преображенский не только поставил агитку «О попе Панкрате», но и сам сыграл Панкрата. Если рассудить, чиновники, становящиеся актёрами и режиссёрами, гораздо симпатичнее режиссёров и актёров, которые в позднем СССР мутировали в чиновников.— киновед Михаил Трофименков, 2016 год

## Значение
В каталоге «Советские художественные фильмы: немые фильмы 1918—1935» фильм указан под № 2, а № 1 — фильм «Восстание», однако, А. Левицкий, снимавший оба фильма, именно фильм «О попе Панкрате» называет первым художественно-агитационным фильмом и первым фильмом государственного производства указывая, что он вышел на экраны раньше — 1 ноября 1918 года.
Большой знаток истории русского и советского фильма Джей Лейда связывает само появление термина «агитфильм» именно с фильмом «О попе Панкрате».

## Критика
В 1918—1920 годах было выпущено около 80-ти агитфильмов. Но среди них фильм не потерялся, так, киновед Л. А. Зайцева поставила его в один ряд с фильмом «Мать» А. Е. Разумного:

Большинство агитфильмов не сохранилось. Но среди оставшихся есть и достойные. Такие, например, как экранизация басни Д. Бедного «О попе Панкрате, тётке Домне и явленной иконе в Коломне» реж. Н. Преображенского. К ним можно отнести и первую экранизацию романа Горького «Мать».— киновед Лидия Зайцева, 2013 год
Как экранизация басни Демьяна Бедного фильм критиками признаётся неудачным:

Грубоватая, но гневно-сатирическая манера «Сказки о попе Панкрате» Демьяна Бедного в одноимённом агитфильме ещё более огрублена. Сказка превратилась в тягучее бытовое повествование. Оно старательно и безучастно иллюстрировало тезис об аморальности духовенства.— теоретик кино А.В. Мачерет

Агитка была поставлена в бытовом ключе, излишне «всерьёз». Лишь немногие кадры — например, сцена в церкви, где попик, исповедуя старушку, лукаво «договаривался» с богом, типы попов: тощего и толстого, да стилизованные надписи — сближали в какой-то мере агитку с писательской манерой Демьяна Бедного.— История советского кино, 1969
При этом киноведом И. В. Сэпман было отмечено, что фильм — первая попытка прямой экранизации поэзии, поскольку предыдущие фильмы можно лишь условно можно числить по разряду экранизации: попытки перевода поэтического текста на язык кино в них не предпринимались.

Первые, попытки прямой экранизации были осуществлены ещё в рамках агитфильма: на экран были перенесены сюжеты басен Демьяна Бедного «О Митьке-бегунце» и «О попе Панкрате». И сразу же обнаружились потери которые предостерегают поэзию на пути к экранному воплощению. Особенно наглядно их демонстрирует второй фильм — вышедшая к первой годовщине Октября лента «О попе Панкрате». Острая, сатирическая, шаржированная «про поповский карман и поповскую совесть душеспасительная повесть» на экране превратилась в нравоучительную бытовую историю о лукавом и жадном попике. Авторская ирония, агитационный пафос басни до экрана не дошли. Это и понятно: ведь экранизировалось только событие, а поэтическое событие не равно не только житейскому, но и событию в прозаических жанрах.— киновед И.В. Сэпман, кандидат искусствоведения, учёный секретарь Российского института истории искусств (РАН)
Киновед Р. Н. Юренев заметил, что фильм является первой советской комедией, но не содержал в себе почти ничего смешного, и отметил его крайнюю слабость:

Нужно сказать прямо, что, судя по сохранившимся фрагментам, он был очень и очень плох. Снятый длинными кусками на общих планах, переполненных не знающими как себя вести статистами, лишённый остроумия, темпа, лёгкости, очень слабо разыгранный любителями, одетыми в чёрные рясы и долгогривые парики , — он представлял собою весьма примитивное зрелище. От грубоватого, солёного юмора, от народных интонаций, от ритмического разнообразия и ловко повёрнутого сюжета поэмы Демьяна Бедного мало что осталось. Пожалуй, лишь опытная актриса Л. Сычёва (сыгравшая, кстати, роль Ниловны в первой экранизации горьковской «Матери» режиссёром А. Разумным) показала ханжу и грешницу тётку Домну, уверенно опираясь на образы свах Островского и кумушек «простонародных» дореволюционных кинодрам.— Р.Н. Юренев киновед, доктор искусствоведения, 1960 год
Но и при всех явных недостатках отметил ценность фильма:

Несмотря на провал «Сказки о попе Панкрате», всё же не следует недооценивать этот первый опыт создания фильма на новом, современном материале. Особенно важно отметить, что первые робкие шаги советской кинокомедии были сделаны по пути идейности и реализма. Тенденция, мысль, агитационно-воспитательное назначение — всё это было почти незнакомо русской дореволюционной комедии. До Октября русская кинокомедия была развлекательной, теперь она стала агитационной.— Р.Н. Юренев киновед, доктор искусствоведения